# Дауни (Калифорния)
Дауни (на английски: Downey) е град в окръг Лос Анджелис в щата Калифорния, САЩ. Дауни е с население от 107 323 жители (2000) и обща площ от 32,60 км² (12,60 мили²). Градът се намира на 21 км (13 мили) югоизточно от центъра на Лос Анджелис.

## Личности, родени в Дауни
- Алана Убач (р.1975), американска киноактриса
- Джеймс Хедфилд